# Tunnelvortriebsmaschine

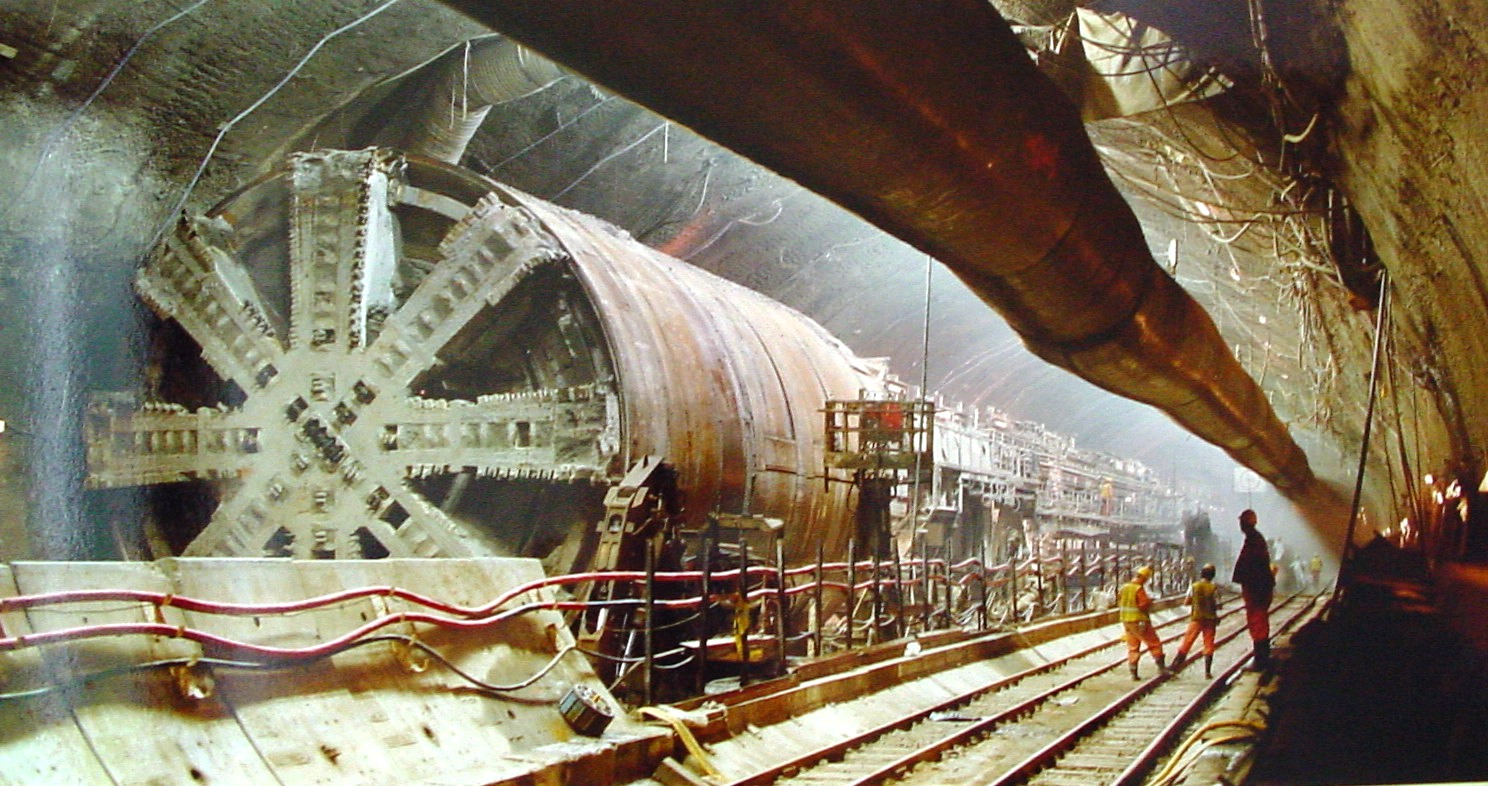
Tunnelvortriebsmaschine beim Bau des Eurotunnels

Tunnelvortriebsmaschinen (kurz TVM) kommen beim Bau von Tunneln bzw. Stollen zum Einsatz, insbesondere dem Bau von Straßen- und Bahntunneln. Der Tunnelvortrieb oder kurz Vortrieb bezeichnet hierbei das Erweitern des Tunnels ausgehend von seinem vorderen Ende (sogenannte Ortsbrust).
Verschiedene Arbeiten im Tunnelbau können mit einer TVM automatisiert werden. Insbesondere verfügt eine derartige Maschine über Vorrichtungen zum Abbau des im Wege befindlichen Materials (Gestein oder Erdreich). Eine weitere Herausforderung im Tunnelbau besteht oftmals darin, den neu geschaffenen Hohlraum unmittelbar gegen ein Eindringen des umgebenden Materials zu sichern. Als temporäre Abstützung verfügen viele TVM daher über einen Schild, auch Schildmantel genannt (siehe Schildvortrieb). Weiterhin kann auch der dauerhafte Ausbau des Tunnels mithilfe der TVM erfolgen.
Die Anforderungen an eine TVM können hierbei je nach Bauprojekt sehr verschieden sein. Insbesondere bestimmt die Art des umgebenden Materials, welche Abbauwerkzeuge geeignet sind und welche Abstützungs- und Ausbaumaßnahmen erforderlich werden. Dementsprechend wird eine TVM in der Regel für einen spezifischen Tunnel individuell angefertigt und vor Ort zusammengesetzt. Ein Transport am Stück ist aufgrund der Größe häufig nicht möglich.
Für das unterirdische Verlegen von Leitungen aller Art existieren weitere Arten von Vortriebsmaschinen und -techniken mit kleineren Querschnitten. Diese werden unter dem Begriff Rohrvortrieb zusammengefasst, siehe dort.

## Arten von Tunnelvortriebsmaschinen
Entsprechend der unterschiedlichen Aufgaben und Anforderungen werden verschiedene Bauformen definiert. Hierbei werden im Wesentlichen die Tunnelbohrmaschine (TBM) und die Schildmaschine (SM) unterschieden.
- Tunnelbohrmaschinen verfügen über einen Bohrkopf am vorderen Ende. Sie werden in der Regel, aber nicht ausschließlich, im Festgestein eingesetzt[1]. Durch die hohe Standfestigkeit des Gebirges bei festem Gestein kann hierbei oftmals auf einen Schild verzichtet werden (offene TBM), dennoch gibt es auch TBM mit Schild.
- Schildmaschinen finden überwiegend im Lockergestein Anwendung und verfügen über einen Schild zur Stützung des umgebenden Materials. Beim Abbau unterscheidet man vollflächig (SM-V), mittels eines rotierenden Schneidrads, und teilflächig (SM-T), mittels Bagger oder Fräse, siehe den Unterabschnitt Abbau.

Die Schildmaschinen werden außerdem dahingehend unterschieden, ob und mit welchem Verfahren zusätzlich zur späteren Außenwand auch die Ortsbrust des Tunnels gestützt wird. Dies erfolgt beispielsweise mechanisch oder mittels Flüssigkeits- oder Druckluftstützung.
|                         |                         |                         |                         | Tunnelvortriebsmaschinen TVM              |                                           |                                           |                                           |                                           |                                           |                    |                    |                                              |                                              |                                              |                                              |                                              |                                              |  |  |  |  |  |  |  |  |  |  |  |  |
|                         |                         |                         |                         |                                           |                                           |                                           |                                           |                                           |                                           |                    |                    |                                              |                                              |                                              |                                              |                                              |                                              |  |  |  |  |  |  |  |  |  |  |  |  |
|                         |                         |                         |                         |                                           |                                           |                                           |                                           |                                           |                                           |                    |                    |                                              |                                              |                                              |                                              |                                              |                                              |  |  |  |  |  |  |  |  |  |  |  |  |
| Tunnelbohrmaschinen TBM | Tunnelbohrmaschinen TBM | Tunnelbohrmaschinen TBM | Tunnelbohrmaschinen TBM | Tunnelbohrmaschinen TBM                   | Tunnelbohrmaschinen TBM                   |                                           |                                           | Schildmaschinen SM                        | Schildmaschinen SM                        | Schildmaschinen SM | Schildmaschinen SM | Schildmaschinen SM                           | Schildmaschinen SM                           |                                              |                                              |                                              |                                              |  |  |  |  |  |  |  |  |  |  |  |  |
| Tunnelbohrmaschinen TBM | Tunnelbohrmaschinen TBM | Tunnelbohrmaschinen TBM | Tunnelbohrmaschinen TBM | Tunnelbohrmaschinen TBM                   | Tunnelbohrmaschinen TBM                   |                                           |                                           | Schildmaschinen SM                        | Schildmaschinen SM                        | Schildmaschinen SM | Schildmaschinen SM | Schildmaschinen SM                           | Schildmaschinen SM                           |                                              |                                              |                                              |                                              |  |  |  |  |  |  |  |  |  |  |  |  |
|                         |                         |                         |                         |                                           |                                           |                                           |                                           |                                           |                                           |                    |                    |                                              |                                              |                                              |                                              |                                              |                                              |  |  |  |  |  |  |  |  |  |  |  |  |
|                         |                         |                         |                         | Schildmaschinen mit Vollschnittabbau SM-V | Schildmaschinen mit Vollschnittabbau SM-V | Schildmaschinen mit Vollschnittabbau SM-V | Schildmaschinen mit Vollschnittabbau SM-V | Schildmaschinen mit Vollschnittabbau SM-V | Schildmaschinen mit Vollschnittabbau SM-V |                    |                    | Schildmaschinen mit teilflächigem Abbau SM-T | Schildmaschinen mit teilflächigem Abbau SM-T | Schildmaschinen mit teilflächigem Abbau SM-T | Schildmaschinen mit teilflächigem Abbau SM-T | Schildmaschinen mit teilflächigem Abbau SM-T | Schildmaschinen mit teilflächigem Abbau SM-T |  |  |  |  |  |  |  |  |  |  |  |  |

## Aufbau und Komponenten
Der Aufbau einer TVM basiert auf der zeitlichen und räumlichen Abfolge der einzelnen Arbeitsschritte im Tunnelbau. An der Spitze einer TVM (unmittelbar vor der Ortsbrust) befindet sich die Vorrichtung, mit welcher zunächst das im Wege befindliche Material abgebaut wird. Dahinter befindet sich, wenn vorhanden, der Schildmantel, welcher das umgebende Material temporär abstützt, sowie die Vorschubeinrichtung. Abschließend folgt der dauerhafte Ausbau mit den dafür vorgesehenen Vorrichtungen. Der Abtransport des abgebauten Materials erfolgt parallel durch den vorderen Teil hindurch. Im hinteren Bereich (Nachläufer) der Maschine befinden sich Hilfs- und Versorgungseinrichtungen sowie Anlagen für Anlieferung und Abtransport. Im Folgenden werden die einzelnen Komponenten nach ihren Aufgaben unterteilt und erläutert.

### Abbau

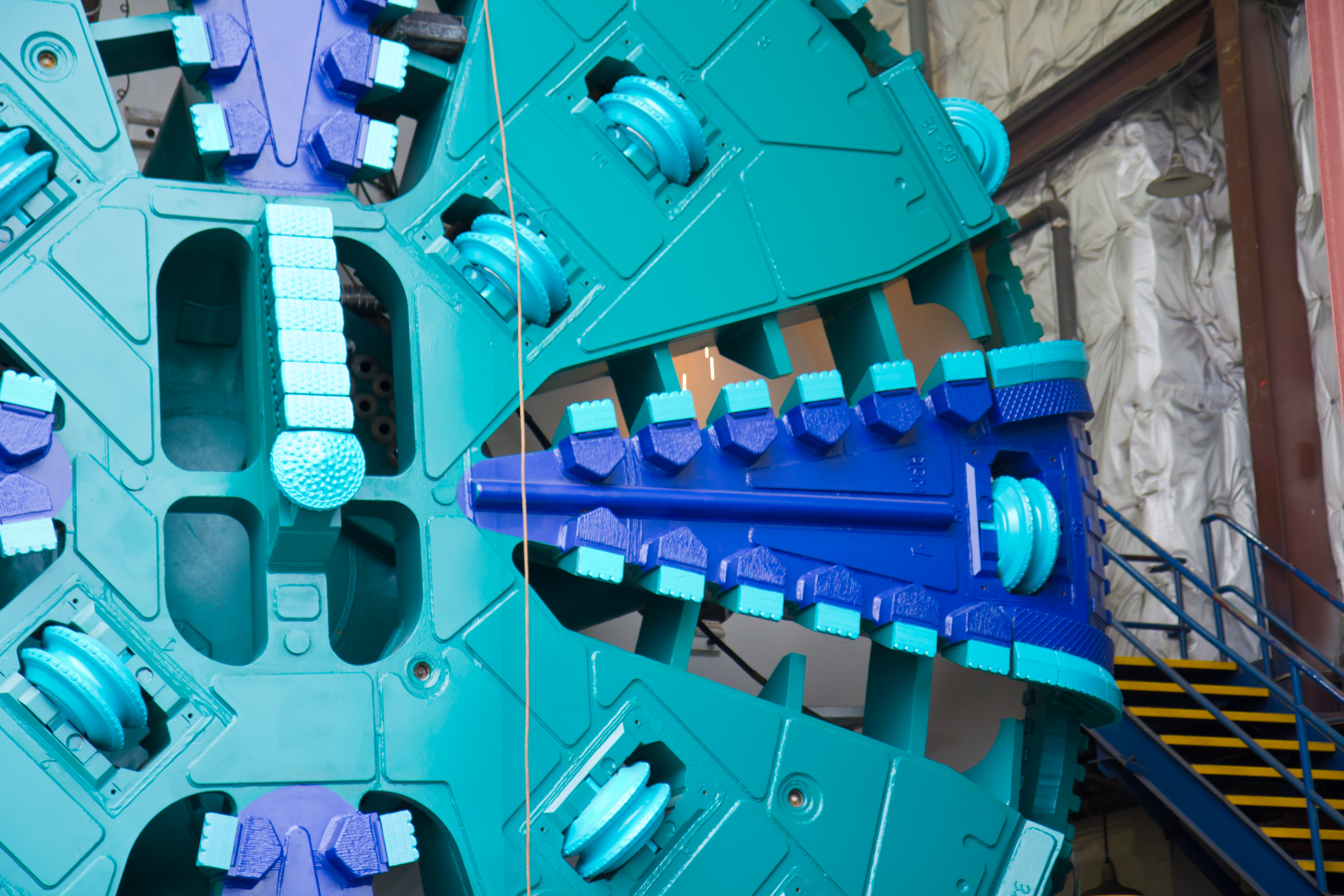
Schneidrad mit Rollenmeißeln und Schälmessern

Am vorderen Ende einer TVM, unmittelbar an der Ortsbrust, wird das im Wege befindliche Material abgetragen und den Vorrichtungen zum Abtransport zugeführt. Je nach Beschaffenheit des Gebirges bzw. Baugrunds sind unterschiedliche Abbauverfahren und Werkzeuge geeignet. Man unterscheidet zwischen vollflächigem und teilflächigem Abbau.
Beim vollflächigen Abbau kommt eine rotierende Scheibe zum Einsatz, welche die Querschnittsfläche des Tunnels voll ausfüllt. Dieser sogenannte Werkzeug- oder Meißelträger ist mit den Abbauwerkzeugen bestückt, in der Regel Rollenmeißel (auch Schneidrollen oder Disken genannt) oder Schälmesser. Zusätzlich kommen sogenannte Räumer in Form abgeschrägter Bleche sowie weitere Trichterförmige Vorrichtungen zum Einsatz, um das Ausbruchsmaterial abzuführen. Dieser Aufbau wird im Festgestein insgesamt als Bohrkopf, im Lockergestein als Schneidrad bezeichnet. Zum Tunnelvortrieb wird er mittels Elektromotoren in Rotation versetzt und mit hohem Druck gegen die Ortsbrust gepresst. Bei diesem Verfahren können nur runde Tunnelquerschnitte realisiert werden.
Beim teilflächigen Abbau kommen andere im Erd- und Bergbau zu diesem Zweck verwendete Geräte zum Einsatz. Dies sind insbesondere Teilschnittmaschinen oder Bagger, letztere beispielsweise mit einem Aufreißzahn als Anbaugerät.

### Sicherung des Hohlraums
Eine wesentliche Aufgabe im Tunnelbau besteht darin, den Tunnelhohlraum offen zu halten und einen Einsturz oder das Eindringen von Grundwasser zu verhindern. Dies betrifft die Ortsbrust und die seitliche Außenfläche des Tunnelhohlraums, die sogenannte Ausbruchslaibung. Ein wichtiger zu berücksichtigender Parameter ist hierbei die Standfestigkeit bzw. Standzeit des umgebenden Materials. Sie beschreibt dessen Fähigkeit, einen bestimmten Zeitraum um einen nicht unterstützten Hohlraum ohne Zerstörung stehen zu bleiben.
Im fertigen Zustand des Tunnels wird die Ausbruchslaibung durch den Ausbau dauerhaft gesichert bzw. abgestützt. Während des Baus des Tunnels ergibt sich jedoch im Bereich der Ortsbrust und unmittelbar dahinter ein Bereich ohne eine derartige Stützung. Bei Tunneln im Festgestein kann die Standfestigkeit ausreichend sein, um diesen Bereich ungestützt zu lassen. Dies ist der Einsatzbereich von Tunnelbohrmaschinen ohne Schild. Reicht die Standfestigkeit jedoch nicht aus oder tritt zu viel Grundwasser zu, so werden zusätzliche Abstützungsmaßnahmen erforderlich.

#### Schildmantel

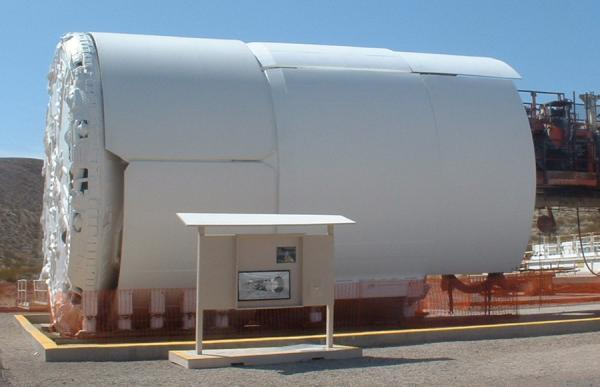
Schildmantel

Zur Stützung der Ausbruchslaibung kommt ein Schildmantel oder kurz Schild zum Einsatz. Es handelt sich dabei um eine röhrenartige Stahlkonstruktion, welche die Maschine nach außen hin abschließt. Im Schutze des Schildes findet dann der Ausbau statt, sodass am hinteren Ende des Schildes kein ungestützter Bereich mehr verbleibt. Der Radius des Bohrkopfes bzw. Schneidrads kann hierbei größer sein als der des Schildes (Überschnitt). Dies dient einer Verbesserung der Kurvenfahrt sowie einer Entspannung des umgebenden Materials, was auch zu einer geringeren Mantelreibung am Schild führt. Als weiterentwickelte Bauform gibt es sogenannte Doppelschild- oder Teleskopschildmaschinen, bei denen zwei Schilde zum Einsatz kommen. Die Vorrichtungen für Vorschub und Ausbau liegen hierbei im inneren, hinteren Schildmantel, auf dem teleskopartig axial beweglich ein äußerer, vorderer, die Bohreinheit umschließender Schildmantel fahrbar ist. Dadurch kann eine hohe Vortriebsgeschwindigkeit erreicht werden.

#### Ortsbruststützung

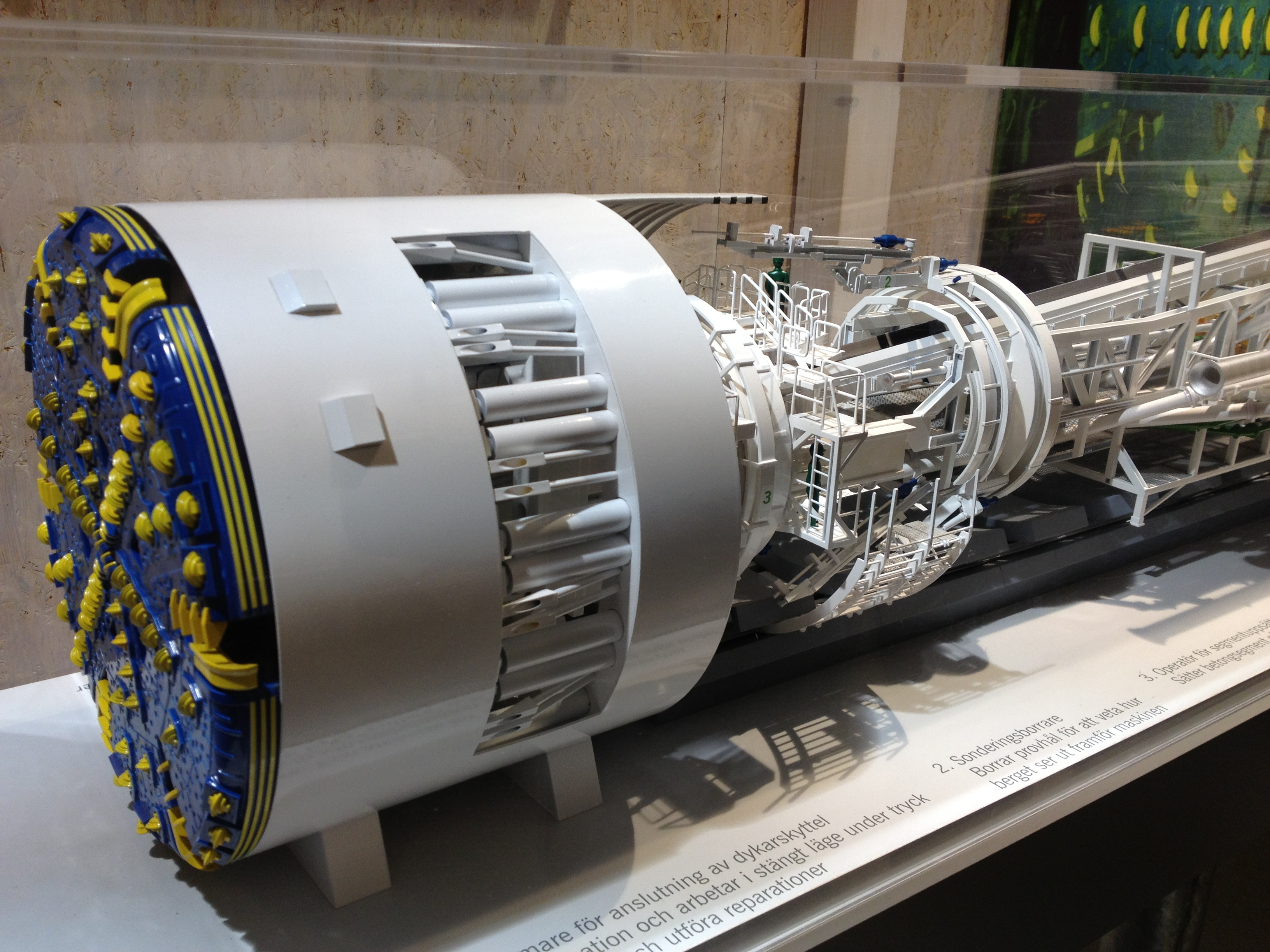
Kombinationsschildmaschine (Multi-Mode-TBM der Firma Herrenknecht)

Für eine zusätzliche Stützung der Ortsbrust gibt es verschiedene Möglichkeiten:
- Flüssigkeitsstützung, beispielsweise mit Bentonit-Suspension
- Erddruckstützung, hierbei wird ein Brei aus abgebautem Boden als Stützmedium verwendet, siehe Flüssigboden
- Druckluftstützung
- Mechanische Stützung mittels Brustplatten (insbesondere beim teilflächigen Abbau)

Bei sogenannten Kombinationsschildmaschinen (KSM) kann das Verfahren der Ortsbruststützung gewechselt werden, um sich an unterschiedliche Baugrundverhältnisse entlang der Trasse anszupassen.

#### Verfestigung
In manchen Fällen werden bereits vor dem Abbau am Gestein oder Erdreich Maßnahmen durchgeführt, welche der Verfestigung dienen. Dadurch kann der notwendige Aufwand zur Abstützung während des Abbaus verringert werden. Mit Hilfe einer Schaumanlage, die mit Tensiden und Wasser unter Druck Schaum erzeugt, kann im weichen Untergrund die Ortsbrust derart verfestigt werden, dass Sandböden wie tonige Böden abgebohrt werden können. In schlammigem Boden kann die Umgebung mit Flüssigstickstoff vereist werden (Bodenvereisung). Im Festgestein wird bei sogenannten Erweiterungstunnelbohrmaschinen im Vorfeld zunächst ein Pilotstollen erstellt. Von diesem aus können Störzonen im Gestein ertüchtigt und so die Risiken bei der anschließenden Bohrung des Haupttunnels minimiert werden.

### Tunnelausbau

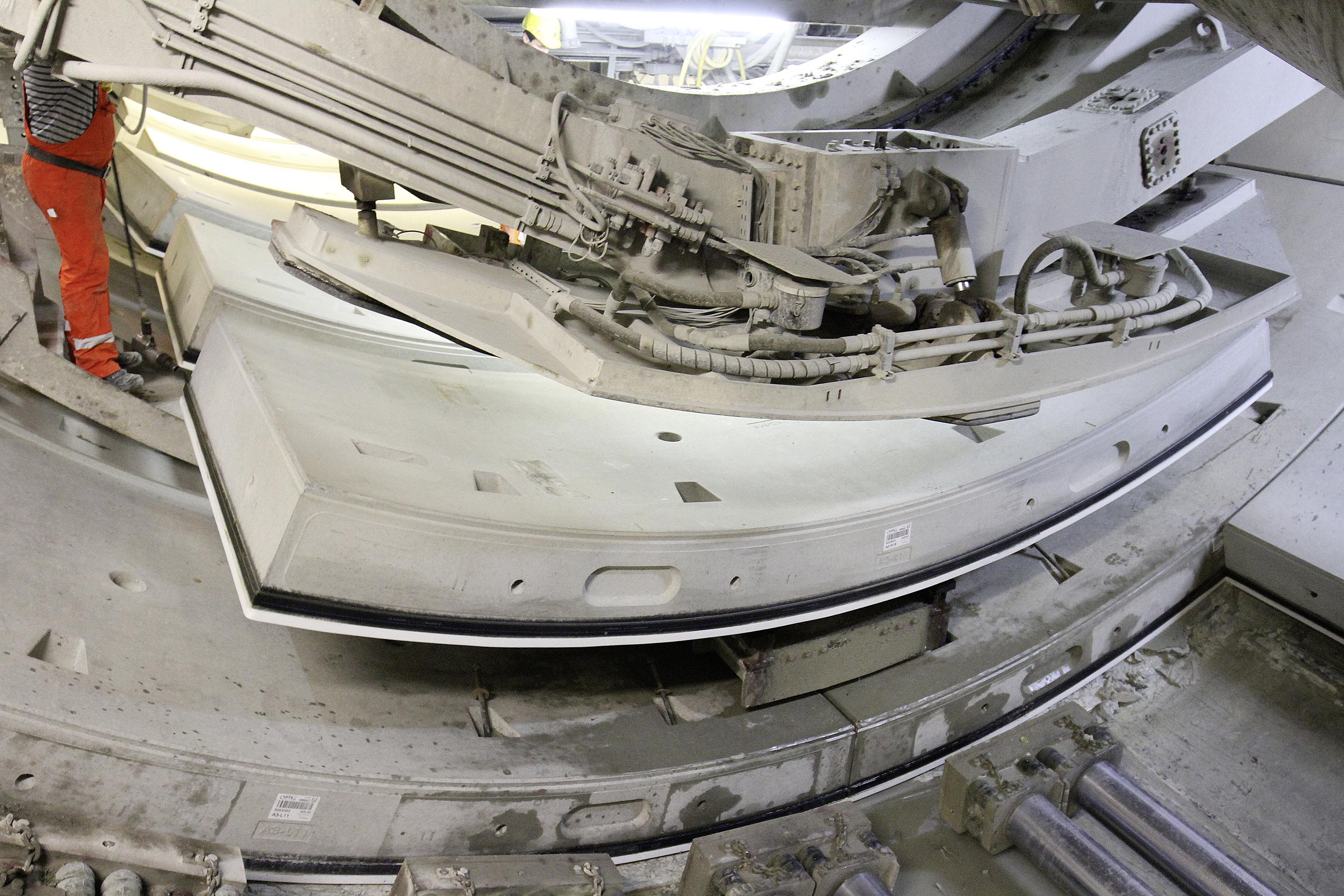
Tübbingeinbau

Der Ausbau des Tunnels erfolgt meist in Form einer Tunnelauskleidung mit vorgefertigten Segmenten, den Tübbings. Der Einbau der Tübbings kann mit einem Erektor genannten roboterähnlichen Gerät automatisch erfolgen. Dies geschieht im Schutze des hinteren Schildmantels, dem sogenannten Schildschwanz. Die Maschine verfügt dann außerdem über weitere Transportvorrichtungen zur Zulieferung der Tübbings zum Erektor.
Bei Tunnelbohrmaschinen ohne Schild werden auch andere Verfahren des Tunnelausbaus eingesetzt, insbesondere die Spritzbetonbauweise.

### Vorschub

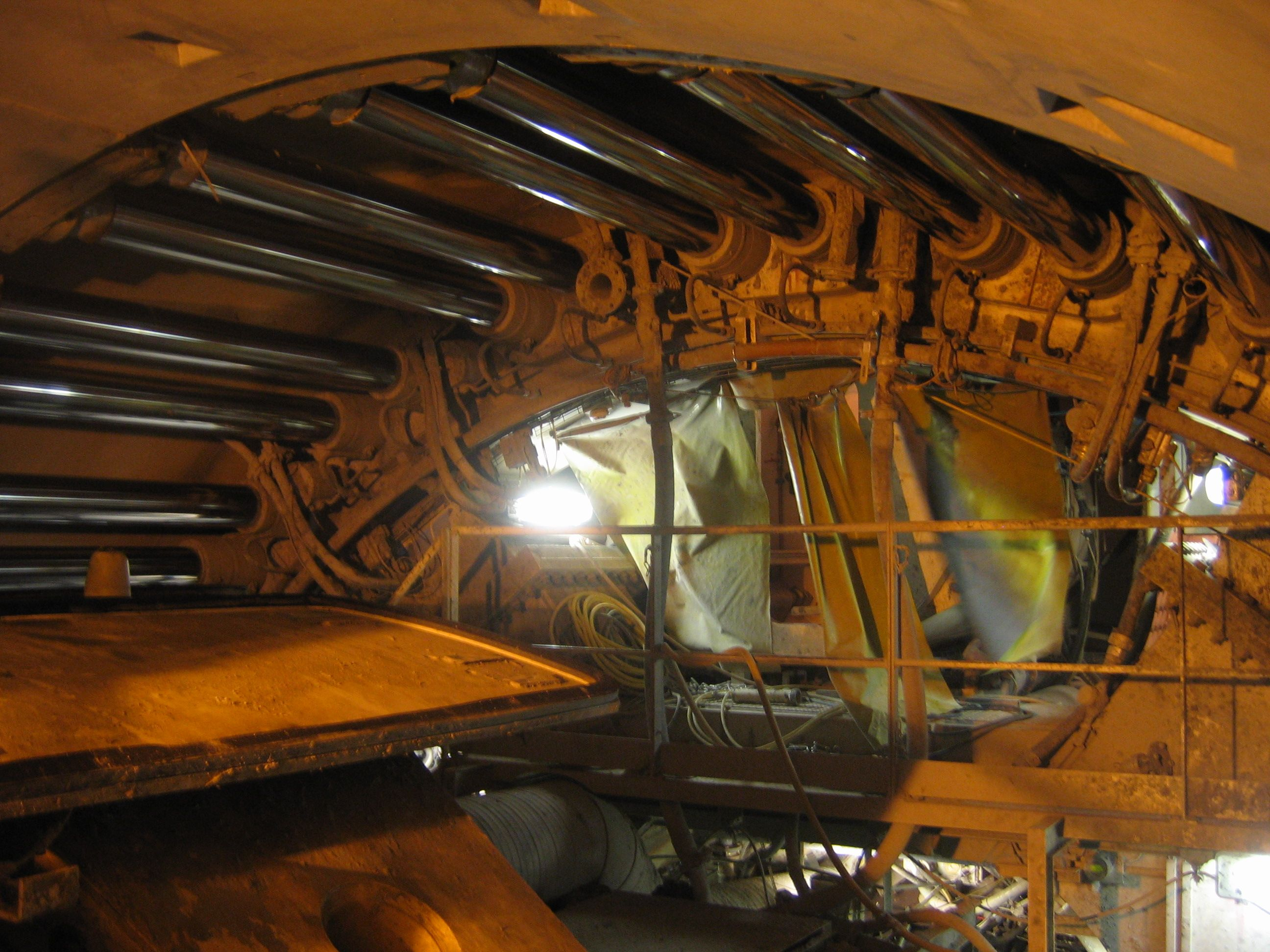
Hydraulikzylinder für den Vorschub

Beim Vorschub wird die TVM in Richtung der Ortsbrust verschoben, sodass sie sich im Rahmen des Tunnelvortriebs immer unmittelbar vor dieser befindet. Die Vorschubeinrichtung drückt den Bohrkopf oder das Schneidrad gegen die Ortsbrust und bewegt die Maschine nach vorne. Dies geschieht mit Hydraulikzylindern. Als Widerlager für diese dient meist die Vorderkante des zuletzt eingebauten Tübbing-Rings. Alternativ können Maschinen ohne Schild auch direkt am Fels der seitlichen Tunnelwand abgestützt werden. Mittels sogenannter Gripper wird hierbei die Vorschubeinrichtung im Fels verankert, die entsprechende Bauform wird auch als Gripper-TBM bezeichnet.
Beim Auffahren des Tunnels ergeben sich also üblicherweise die die folgenden beiden Arbeitsschritte:
- Der Vortrieb, bei dem die Maschine nach vorne fährt und die Ortsbrust mit Druck abbaut.
- Der Ringbau, bei dem ein neuer Ring aus Tübbings eingebaut wird. Hierfür werden die jeweiligen Hydraulikzylinder eingefahren. Anschließend presst die Maschine den neuen Ring gegen den vorherigen fest und beginnt erneut mit dem Vortrieb.

### Abtransport
Der Abtransport des abgebauten Materials wird auch als Schutterung bezeichnet. Die hierfür geeigneten Vorrichtungen hängen ganz von der Art und Konsistenz des abgebauten Materials ab. Grundsätzlich werden die Förderarten Trockenförderung und Pump- oder Flüssigförderung unterschieden. Letztere erfolgt über Förderleitungen und kommt insbesondere bei Flüssigkeits- oder Erddruckgestützer Ortsbrust zum Einsatz. Bei der Trockenförderung werden Förderbänder, Erdtransporter oder gleisgebundene Systeme (Schutterzüge) eingesetzt. Weiterhin kann innerhalb der TVM ein Brecher eingesetzt werden, um zu große Gesteinsbrocken, beispielsweise Findlinge im Lockergestein, auf ein transportierbares Maß zu zerkleinern.

### Hilfs- und Versorgungseinrichtungen
Zusätzlich zu den genannten Hauptkomponenten verfügt eine TVM über weitere unterstützende Anlagen. Dies sind beispielsweise:
- Versorgungseinheiten für Strom und Druckluft für den laufenden Betrieb, Wasser zum Kühlen der Meißel und zur Bindung von Staub, sowie Bewetterung
- Kräne und Transporteinrichtungen für die Anlieferung, insbesondere betreffend die Tübbings oder andere zum Ausbau verwendete Materialien
- Bewegungsräume und Wartungswege für Material und Personal, beispielsweise zum Austausch der Werkzeuge am Bohrkopf oder Schneidrad

## Einmalverwendung oder Wiederverwendung
TVM hinterlassen in der Regel einen teilausgebauten Tunnel mit einem kleineren Querschnitt als der Ausbruchdurchmesser und der Schilddurchmesser der Maschine. Das liegt an Tübbings, vorstehenden Felsbohrankern, Tunnelauskleidung und Einbauten wie Fahrbahn, Entwässerungs- und Entlüftungsrohren. Das bedingt, dass eine TVM nur in einer Richtung fortschreiten und nicht zurückgefahren werden kann. Einen gewissen Spielraum zum Zurückziehen des Schilds muss sich der Betreiber deshalb für das allfällige Versagen einzelner Teile oder das Verstopfen mit Gesteinsbrocken bewahren, um bestimmte Teile austauschen oder Brocken zerlegen zu können. Der materielle und zeitliche Aufwand für Reparaturen ist wegen der räumlich beengten Zugänglichkeit und der Beschaffung von Ersatz hoch.
Werden Tunnel nur von einer Seite aufgefahren, liegt die Maschine bei Tunneldurchbruch wieder an oder nahe der Oberfläche und könnte, sofern die Größe Transporte zulässt, zum nächsten Einsatzort verbracht werden. Wird die Maschine – mehr oder weniger in Teile zerlegt – umgedreht und ein Stück versetzt, kann sie zum Bau einer zweiten, parallelen Röhre dienen.
Auf dem Landweg – Straße oder Schiene – können große TVM nur zerlegt transportiert werden. Auch der Schild muss dafür zerlegbar ausgeführt sein. Zwar existieren Schiffe mit ausreichend großvolumigem Laderaum, doch nur in seltenen Fällen ist es möglich, eine TVM auf dem Wasserweg direkt zum Einsatzort zu bringen.
Wenn, was typisch für lange Tunnel ist, von zwei Seiten oder sogar noch mehr Stellen angefahren wird, kommt es zwangsläufig dazu, dass eine TVM im Berg zerlegt werden muss. Das kann mit der Absicht geschehen, mit diesen und eventuell neuen Teilen rasch wieder eine funktionierende Maschine zusammenzubauen. Besteht kein absehbarer Bedarf für eine Maschine dieses Typs, werden wenige Teile erhaltend zur Wiederverwendung abgebaut und der Maschinenrahmen zerlegt und verschrottet.
In der Liste der größten Tunnelvortriebsmaschinen (unten) finden sich Beispiele für den Wiedereinsatz von TVM über große geografische Distanz hinweg: Niederlande–China, Deutschland–Russland.

## Herstellerfirmen und Geschichte
1844 trug sich der schottische Bauingenieur und Erfinder William Brunton (* 26. Mai 1777 in Dalkeith; † 5. Oktober 1851 in Neath (Wales)) mit der Idee, zum Bau eines Tunnels zwischen England und Frankreich einen Hammer durch Druckluft zum Stoßen und Bohren anzutreiben. Die erforderlichen Kompressoren waren zu diesem Zeitpunkt allerdings nicht entwickelt. Seine Maschine glich einem riesigen Bohrer mit dem Durchmesser des Tunnels, der das Gestein zermalmen und die Bruchstücke in den entstandenen Bohrschacht zum Abtransport abwerfen sollte.
Mit dem stoßenden Bohren nach dem Patent von Fowler aus dem Jahre 1849 fing das maschinelle Bohren 1857 an, die Einführung der mit Druckluft betriebenen Stoßbohrmaschinen verkürzte die Bauzeit für den Mont-Cenis-Eisenbahntunnel von geschätzten 40 bis 50 Jahren auf 14 Jahre.
Bei Stoßbohrmaschinen sind Kolben und Bohrstange durch ein Keilschloss verbunden. Bei einer Schlagzahl von 250 bis 300 Stößen pro Minute arbeiten sie mit Hüben von 50 bis 250 mm und können bei Gesamtgewichten bis 280 kg nur auf Spannschlitten mit Handkurbel-Schraubenspindelvorschub an einer Spannsäule oder auf dem Dreibock arbeiten.
Um 1870 gab es erste Versuche, eine Tunnelvortriebsmaschine zum schnelleren Vortrieb beim Bau des Hoosac-Tunnels an der Ostküste (Boston) der USA einzusetzen und gleichzeitig das Verletzungsrisiko der Arbeiter – durch Arbeit mit Hammer und Meißel sowie Sprengungen mit Schwarzpulver (erst später kamen Vorläufer des Presslufthammers und Nitroglycerin erstmals hier zum Einsatz) – zu verringern. Bei der Pressevorführung vor Ort war nach rund 15 Zentimetern Schluss: Sie blieb stecken. Die Schneidmeißel aus Gusseisen erwiesen sich als zu weich und die Dampfmaschine zum Antrieb als zu schwach.
1897 entwickelte J. G. Leyner aus Denver die Hammerbohrmaschine. Sie arbeitete nach dem schlagenden Prinzip mit Luftspülung, wobei der Kolben mit nur 1/10 des Gewichtes mit 1500 Schlägen pro Minute auf das Bohrereinsteckende schlägt und eine Drallspindel mit Sperrklinken beim Rückgang des Kolbens über die Bohrerhülse den Bohrer um 12 bis 45 Grad je Schlag umsetzt. Auch diese Geräte wurden zunächst wie die Stoßbohrmaschinen an Spannsäulen oder Dreiböcken mit Spannschlitten und Handvorschub eingesetzt. Sie erreichten nach 1918 bei allerdings höherem Luftverbrauch bereits die 10- bis 13‑fache Leistung der Stoßbohrmaschinen.
Die Weiterentwicklung dieser Hammerbohrmaschinen führte mit dem Ersatz des Drallgetriebeumsetzens 1955 zum Druck- und schließlich zum Hydraulikmotorantrieb mit einem konstanten hohen Drehmoment.
Die weitere Entwicklung nach den Ideen von Brunton im Tunnel- und Stollenbau, die vor allem im U‑Bahn‑Bau bei geeigneten Bodenverhältnissen eine zunehmende Anwendung findet, ist durch den Einsatz von Tunnel- oder Stollenvortriebsmaschinen für Durchmesser bis zu 10,5 Metern gekennzeichnet. Der Gedanke wurde in den 1960er Jahren wieder aufgegriffen und zunächst nur im Bergbau und dann bei unterirdischen Verlagerungen eingesetzt. Stollen- und Tunnel-Vortriebsmaschinen stellen den unterirdischen Hohlraum ohne den absatzweisen Arbeitszyklus Bohren, Sprengen, Laden und Fördern kontinuierlich her, indem sie durch Werkzeuge, die für das anstehende Gebirge geeignet sind, zerspanend bis 11,7 kN/cm² mit Warzenmeißeln oder Schneidrollen bis 21,6 kN/cm² die Brust angreifen und das abgebaute Material hinter sich kontinuierlich abgeben. Sie werden in den USA seit 1950 in den verschiedensten Formen gebaut. Die Vorteile liegen in einer Vermeidung der Auflockerung durch den Wegfall der Sprengung, einer Verringerung des Überprofils und einem geringeren Personalbedarf. Nachteile sind die hohen Investitionskosten und die laufenden Kosten des Werkzeugverschleißes. Bekannt geworden sind die Alkirk-Lawrence-Pilotankermaschinen und die Oil-Shaleminer, die einen Pilotanker vorweg treiben, an dem sich der Bohrkopf gegen die Brust zieht. Seit Anfang der 1960er Jahre werden Maschinen von Robbins Company eingesetzt, bei denen das durch die Schneiden des Fräskopfes abgesplitterte Bohrklein von Bechern oder Baggereimern hochgenommen und am Scheitel auf das Austragsband geschüttet wird. Englische und japanische Entwicklungen von Schildvortriebsmaschinen arbeiten innerhalb eines sich auf den Ausbau abstützenden Vortriebsschildes, mit einem großen, die ganze Brust erfassenden Fräskopf bzw. bei Mitsubishi Heavy Industries mit vier gegenläufigen Fräsköpfen. In Deutschland waren es die Maschinen von den Firmen Demag, Wirth und Atlas Copco und die Schildvortriebsmaschinen von Bade-Holzmann, die in den 1960er Jahren die neuen Wege im Tunnel- und Stollenbau gebahnt haben. Es sind inzwischen in der Bundesrepublik Deutschland auch für den Bau von Schrägstollen, zum Bau von senkrechten Schächten und zur stufenweisen Erweiterung der Querschnitte bis auf 11 m geeignete vollmechanische Vortriebsmaschinen entwickelt worden. Bei Gesteinsfestigkeiten von 20 kN/cm² werden Warzen-, Zahn- und Disken-Cuttern eingesetzt.
Seit 1966 werden Vollschnittmaschinen mit Gewichten von 48 bis 90 t und Längen von 11,5 bis 21 Metern für Profile von 2 bis 6,4 m Durchmesser eingesetzt. Ihre Antriebsleistungen betragen – abhängig von Material und Durchmesser – 240 bis 950 kW, ihre Bohrkopf-Drehzahlen 5 bis 12,7 Umdrehungen pro Minute und der Anpressdruck bis zu 8000 kN.
Der Aufbau der Vortriebsmaschinen lässt folgende Bauteile erkennen:
- den mit 8 bis 10, 18 bis 23 und 18 bis 33 Rollenmeißeln bestückten Bohrkopf,
- den Staubschild mit Gummidichtung hinter dem Bohrkopf,
- Räumer und Schaufeln, die das Bohrgut, über eine Rutsche dem unter der Maschine eingebauten Einkettenkratzförderer oder einem Mulden-Gummiband zuleiten, der es am Ende einem ansteigenden Ladebund übergibt,
- zwei bis vier Elektromotoren, die über Gelenkwellen, Getriebe und Kupplungen den Antrieb vermitteln,
- ein Hydrauliksystem zum Verspannen, Vordrücken, und Abstützen.

Die Maschine wird in der Tunnelröhre mittels Pratzen durch eine vordere und hintere Verspannung mit mindestens 130 N/cm² gehalten. Der Anpressdruck des Bohrkopfes beträgt 1600 kN bei 2 m bis 6400 kN bei 6 m Durchmesser. Die Tunnelvortriebsmaschinen werden von einem Steuerstand im Schlepptender gesteuert; sie sind kurvenfahrbar mit 80 m Radius bei 2,4 m und 150 m Radius bei 6 m Durchmesser; ein Laser dient der Steuerkontrolle. Das erste Gerät wurde 1966 zum Auffahren eines 2800 m langen Abwasserstollens in Grünsandstein von 2,1 m Durchmesser in Dortmund eingesetzt; das 6‑Meter‑Gerät kam 1973 am Niederrhein zum Einsatz.
Die vierte Röhre des Hamburger Elbtunnels wurde in den Jahren von 1997 bis 2000 mit der 2000 Tonnen schweren Schildvortriebsmaschine TRUDE mit einem Außendurchmesser von 14,20 m gebaut. Die zu diesem Zeitpunkt größte Tunnelvortriebsmaschine der Welt erweiterte mit 111 Schälmessern für weiches Gestein und 31 Rollenmeißeln für Hartgestein den Tunnel durchschnittlich um 6 m/Tag. Das Schneidrad mit der „Mixschildtechnik“ war von der Firma Herrenknecht aus Schwanau entwickelt worden. Kennzeichnend waren die fünf erstmals von innen begehbaren Speichen zum Auswechseln der Schneidwerkzeuge und einen unabhängig steuerbaren Zentrumsschneider.
In der Schweiz wurden in den 1960er Jahren zunächst kleinere Profile mit Vortriebsmaschinen hergestellt. Ab 1970 wurden auch Großtunnel des Straßen- und Schienenverkehrs mit Tunnelvortriebsmaschinen aufgefahren. Bis Ende der 1990er Jahre wurden 19 große Straßen- oder doppelspurige Eisenbahntunnel mit einer Gesamtlänge von 83 km mit TVM aufgefahren. Der Gotthard-Basistunnel wurde in den Jahren von 2002 bis 2010 mit den 400 m langen und 2700 t schweren Gripper-Tunnelbohrmaschinen Heidi (S‑211) und Sissi (S‑210) der Firma Herrenknecht AG geschaffen. Die Bohrköpfe der Maschinen hatten einen Durchmesser von rund 9,5 m und waren mit mehr als 60 Rollenmeißeln versehen. Sie wurden von zehn Motoren mit jeweils 350 kW angetrieben.
Der Bohrkopf ist mit dem Antrieb am vorderen Ende der Vorschubeinrichtung, wie im Fachjargon Kelly genannt wird, angeschlagen (die kelly war beim Erdölbohren ein an der abgesenkten Bohrwelle oben befestigtes Rohrstück mit polygonalem Querschnitt (wie etwa ein überdimensionierter Innensechskantschlüssel) dessen Führung und Drehbewegung ein Drehtisch mit ebendieser polygonalen Öffnung übernahm, das Rohr konnte mit steigender Bohrtiefe in der Führung des Bohrtisches abgesenkt werden). Die Vorschubeinrichtung besteht aus einem inneren Teil, an dem der Bohrkopf befestigt ist, der Innenkelly, und einem äußeren Teil, der sogenannten Außenkelly. Die Außenkelly der Maschine wird mittels der Verspannung in der gebohrten Tunnelröhre fixiert. Die Innenkelly mit dem am vorderen Ende angeschlagenen Bohrkopf gleitet während des Bohrvorganges parallel zur Bohrrichtung in der Außenkelly in Bohrrichtung nach vorne. Innenkelly und Außenkelly sind über die Vorschubzylinder miteinander verbunden. Die Vorschubzylinder schieben die Innenkelly mitsamt dem Bohrkopf nach vorne. Der Bohrkopf der Maschine ist mit Schneidrollen versehen, die mit Hartmetallringen bestückt sind und Diskenschneidrollen genannt werden. Der Drehantrieb des Bohrkopfes wird entweder mit Hydraulikmotoren oder Elektromotoren ausgestattet, wobei die elektrische Antriebsvariante heutzutage die gebräuchlichere geworden ist. Stufenlose Regelung der Drehzahl des Bohrkopfes ist bei modernen Tunnelbohrmaschinen mittlerweile ein Standard geworden. Um den Bohrkopf der Maschine herum ist ein Stahlschild angeordnet, der Bohrkopfmantel, der einerseits eine Stützfunktion für die gebohrte Tunnelröhre übernimmt und andererseits als Kopfschutz gegenüber eventuell herabfallenden Gesteins dient. Das abgebohrte Gestein wird über Förderbänder abtransportiert und für den Transport aus dem Tunnel entweder in Waggons geladen oder per Förderband aus dem Tunnel transportiert. Die gebohrte Tunnelröhre wird unmittelbar nach dem Bohrvorgang bei Bedarf mit der sogenannten Erstsicherung abgestützt. Diese Erstsicherung kann je nach Erfordernissen aus schweren Felsankern, Stahlstützbögen und/oder Stahlmatten bestehen. Ebenso zum Einsatz kommt Spritzbeton. Der endgültige Ausbau der gebohrten Tunnelröhre wird zu einem späteren Zeitpunkt hinter der Maschine eingebracht und folgt der Tunnelbohrmaschine.
Es gibt weltweit nur wenige Firmen, die diese Maschinen herstellen. In Deutschland sind es die Firmen Herrenknecht AG aus Schwanau und Aker Solutions (ehem. Aker Wirth GmbH) aus Erkelenz. Die Robbins Company in den USA, Mitsubishi, IHI, Kawasaki und Hitachi Zosen in Japan sind weitere Hersteller. NFM Technologies SA in Frankreich baute mit Lizenzen von MHI (Mitsubishi Heavy Industries) und später SHMG (Shenyang Heavy Machinery Group). Der ehemalige kanadische Hersteller Lovat wurde 2008 von Caterpillar aufgekauft und 2013 stillgelegt.
Der Weltmarkt für Geräte des maschinellen Tunnelbaus wird von Herrenknecht auf etwa 1,5 Milliarden Euro beziffert, wovon das Unternehmen nach eigenen Angaben etwa 1,1 Milliarden Euro abdeckt (Stand: 2014).
Mit Ultraschallbohrern („ultrasonic drilling“) ist ein schnellerer Vortrieb als mit Fräsbohrern möglich. Der BADGER (Tunnelbauroboter) ist ein von der EU gefördertes Forschungsprojekt zur Schaffung eines autonom arbeitenden Erdbohrroboters der die Tunnelwände als Beton-3D-Drucker produziert. BADGER ist ein Apronym für „roBot for Autonomous unDerGround trenchless opERations, mapping and navigation“.

## Einsätze von Tunnelvortriebsmaschinen (Auswahl)

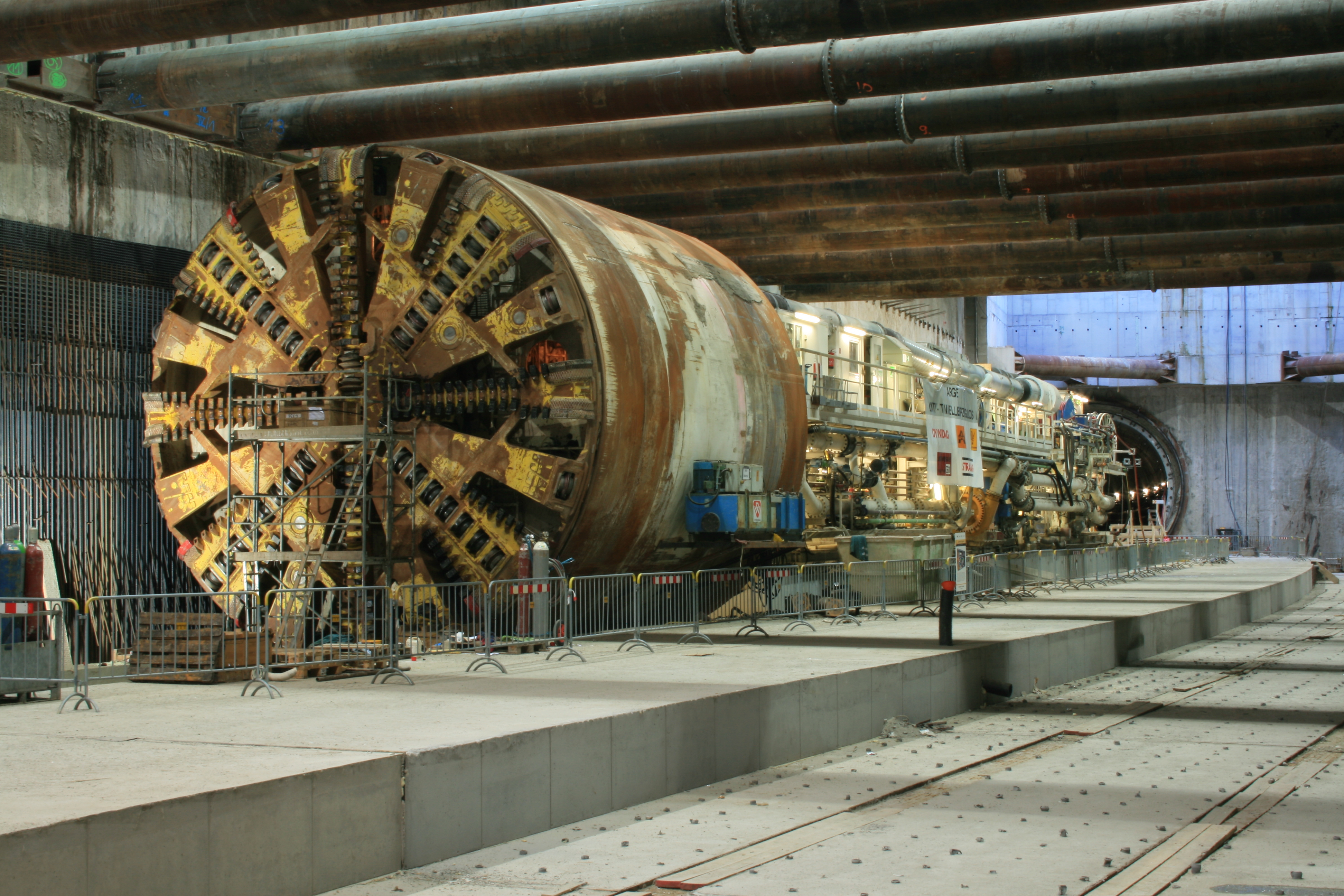
Tunnelvortriebsmaschine beim Auffahren des City-Tunnels Leipzig (2007)

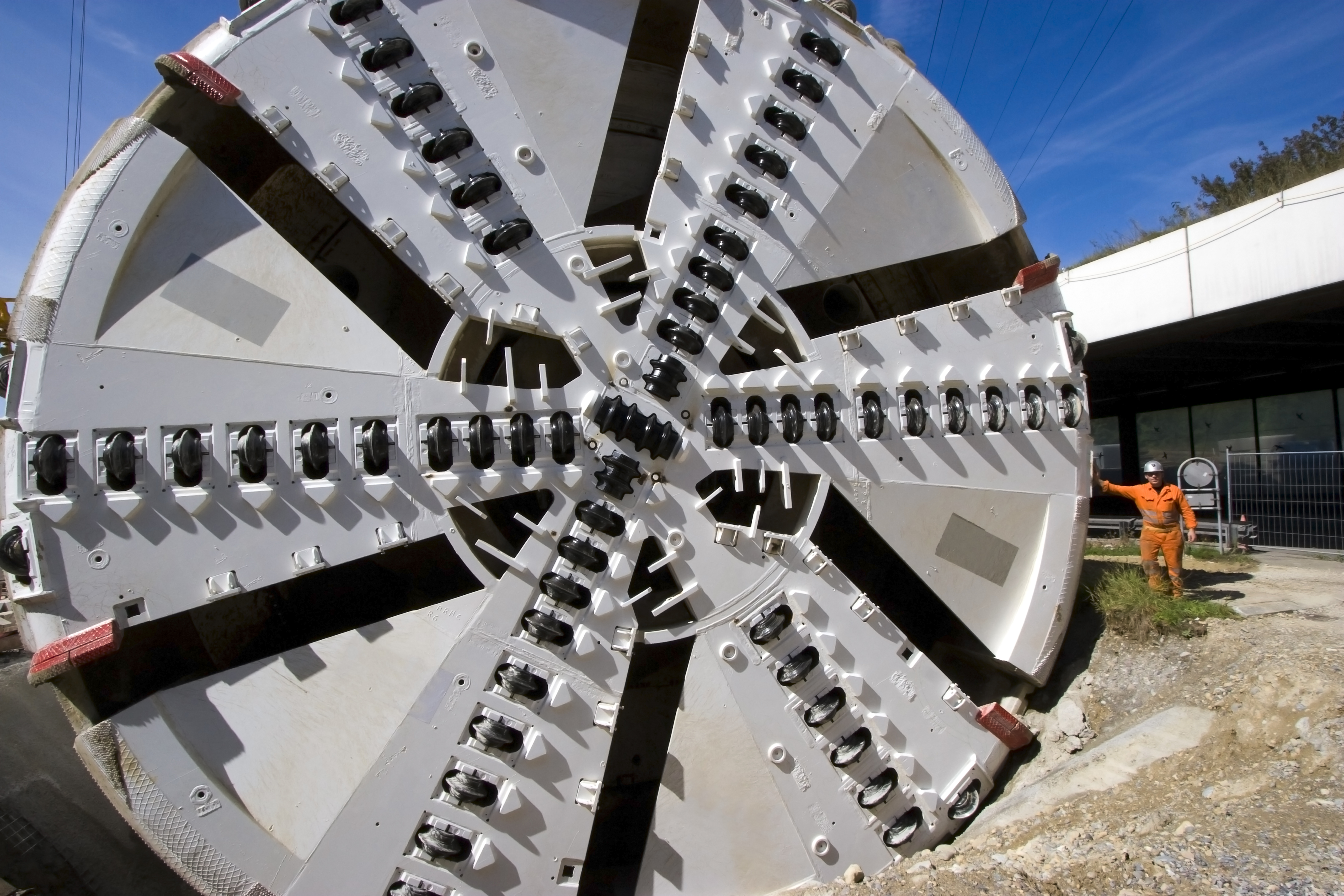
12-Meter-Bohrkopf (Pfändertunnel-Weströhre; 2008)

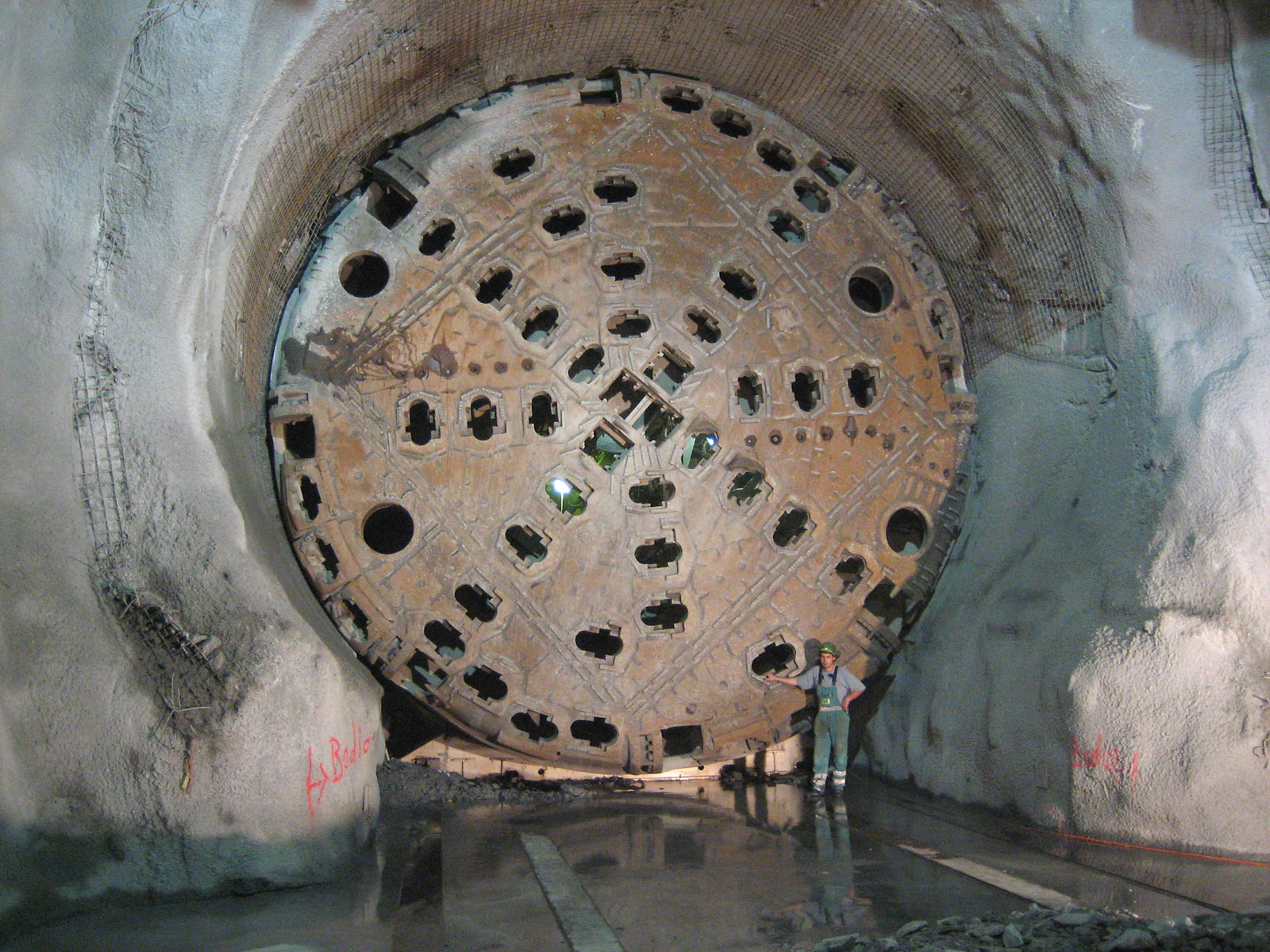
Kopf der S-210, die die östliche Röhre des Gotthard-Basistunnels zwischen Bodio und Faido bohrte (Schneidrollen bereits entfernt; 2006)

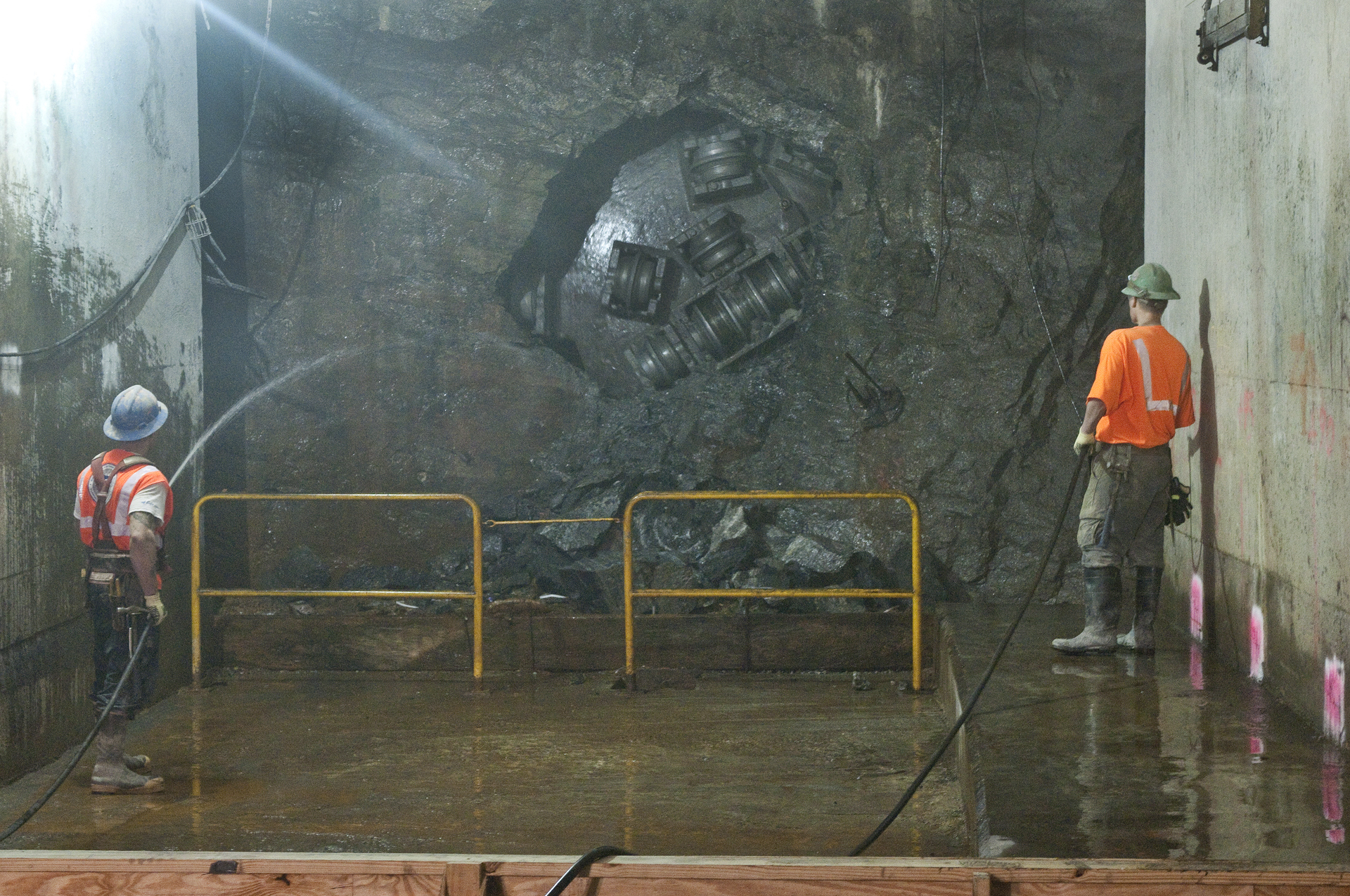
Tunnelbohrmaschine bricht durch (Bau der Second Avenue Subway; New York 2011)

Im Folgenden eine Auswahl von Tunnelprojekten, die mit Tunnelvortriebsmaschinen realisiert wurden oder noch im Bau sind:

### Deutschland
- Albvorlandtunnel (Neubaustrecke Wendlingen–Ulm)
- Boßlertunnel (Neubaustrecke Wendlingen–Ulm)
- City-Tunnel Leipzig (Stammstreckentunnel für die S-Bahn Mitteldeutschland, Leipzig)
- Fildertunnel (Bahnprojekt Stuttgart 21)
- Finnetunnel (Neubaustrecke Erfurt–Leipzig/Halle)
- Kaiser-Wilhelm-Tunnel (zweite Tunnelröhre zwischen Ediger-Eller und Cochem)
- Katzenbergtunnel (Eisenbahnverbindung Karlsruhe–Basel)
- Kombilösung (Karlsruhe) (U‑Straßenbahn Karlsruhe)
- Neuer Schlüchterner Tunnel (zweite Tunnelröhre unter dem Distelrasen bei Schlüchtern)
- Nord-Süd-Stadtbahn (Köln)
- TRUDE (Autobahn A7, vierte Elbtunnelröhre, Hamburg)
- Tunnel Nord-Süd-Fernbahn (Tiergartentunnel, Berlin)
- Tunnel Rastatt (Neubau- /Ausbaustrecke Karlsruhe-Basel)
- U-Bahn-Linie 5 (Berlin) (Verlängerung zwischen Alexanderplatz und Brandenburger Tor, Berlin)
- VERA (U-Bahn-Linie 4, Hamburg)
- Bauabschnitt 40 des Abwasserkanals Emscher (zwei parallele, zehn Kilometer lange Tunnelröhren zwischen Bottrop und Oberhausen)

### Österreich
- Brennerbasistunnel (Teile der Zulaufstrecke Nord)
- Koralmtunnel (Abschnitt der Koralmbahn)
- Pfändertunnel (Weströhre)
- Semmering-Basistunnel (Abschnitt Fröschnitzgraben)
- Wienerwaldtunnel (Eisenbahnverbindung)

### Schweiz
- Neue Eisenbahn-Alpentransversale (NEAT):
  - Gotthard-Basistunnel
  - Lötschberg-Basistunnel
- Vereinatunnel (Meterspur-Eisenbahntunnel mit Y‑Teilung)
- Weinbergtunnel (Eisenbahntunnel, Zürich)
- Zimmerberg-Basistunnel (Eisenbahntunnel, Zürich. 1. Etappe)
- Pumpspeicherwerk Ritom (Stollen für Druckleitungen, 42° Schräge nach oben über 1,4 km, Ausbau bis 2025)[21]

### Weitere
- Canal de Navarra (Spanien)
- Citytunnel Malmö (Bahnverbindung in Malmö, Schweden)
- Eurotunnel (Eisenbahnverbindung England–Frankreich)
- Großer Belt-Bahntunnel (Dänemark)
- Hallandsåstunnel (Eisenbahnlinie Göteborg–Lund, Schweden)
- Niagara Tunnel Project („Big Becky“, TVM mit 14,4 m Durchmesser; Durchbruch Mai 2011; Fertigstellung Sommer 2013)[22]
- Westerscheldetunnel (Niederlande)
- Hsuehshan-Tunnel (Taiwan National Highway No. 5)
- Crossrail (Bahnverbindung in London)

## Liste der größten Tunnelvortriebsmaschinen
| Nr. | Jahr | Land        | Tunnel                                            | Hersteller / Technik                              | Durchmesser (m) |
| --- | ---- | ----------- | ------------------------------------------------- | ------------------------------------------------- | --------------- |
| 1   | 2015 | Hong Kong   | Autobahntunnel Tuen Mun–Chek Lap Kok              | Herrenknecht Mixschild                            | 17,60           |
| 2   | 2011 | USA         | Ersatztunnel für das Alaskan Way Viaduct, Seattle | Hitachi Zosen EPB-Schild                          | 17,48           |
| 3   | 2016 | Italien     | Santa-Lucia-Tunnel (A1)                           | Herrenknecht EPB-Schild                           | 15,87           |
| 4   | 2015 | China       | Jangtsekiang-Tunnel der Wuhan Metro               | Herrenknecht Mixschild (2×)                       | 15,76           |
| 5   | 2011 | Italien     | Sparvo-Tunnel (A1)                                | Herrenknecht EPB-Schild                           | 15,55           |
| 6   | 2011 | China       | Shanghai West Jangtsekiang-Tunnel                 | Herrenknecht Mixschild, ex Nr. 8                  | 15,43           |
| 7   | 2010 | China       | Qianjiang-Tunnel, Hangzhou                        | Herrenknecht Mixschild, ex Nr. 8                  | 15,43           |
| 8   | 2006 | China       | Shanghai Changjiang Daqiao                        | Herrenknecht Mixschild (2×)                       | 15,43           |
| 9   | 2005 | Spanien     | Madrid Calle 30 Autobahntunnel                    | Herrenknecht                                      | 15,20           |
| 9   | 2005 | Spanien     | Madrid Calle 30 Autobahntunnel                    | Mitsubishi                                        | 15,00           |
| 10  | 2013 | Italien     | Caltanissetta-Tunnel, Sizilien (SS 640)           | NFM Technologies                                  | 15,08           |
| 11  | 2011 | China       | Weisan-Straßentunnel, Nanjing                     | IHI/Mitsubishi/CCCC Slurry-TBMs (2×)              | 14,93           |
| 12  | 2012 | China       | Hongmei-Straßentunnel, Shanghai                   | Herrenknecht Mixschild                            | 14,93           |
| 13  | 2008 | China       | Jangtsekiang-Tunnel Nanjing                       | Herrenknecht Mixschild (2×)                       | 14,93           |
| 14  | 2013 | China       | ?                                                 | Herrenknecht Mixschild, ex Nr. 13                 | 14,93           |
| 15  | 2006 | China       | Jungong-Straßentunnel, Shanghai                   | NFM Technologies, ex Nr. 17                       | 14,87           |
| 16  | 2004 | China       | Shangzhong-Straßentunnel, Shanghai                | NFM Technologies, ex Nr. 17                       | 14,87           |
| 17  | 2000 | Niederlande | Groene Harttunnel (Eisenbahn)                     | NFM Technologies                                  | 14,87           |
| 18  | 2006 | Kanada      | Niagara Tunnel Project                            | Robbins Hartgestein-Gripper-TBM                   | 14,40           |
| 19  | 2013 | Neuseeland  | Waterview Connection, Auckland                    | Herrenknecht EPB-Schild                           | 14,41           |
| 20  | 2004 | Russland    | Silberwald-Autobahntunnel, Moskau                 | Herrenknecht Mixschild, ex Nr. 22                 | 14,20           |
| 21  | 2001 | Russland    | Lefortowoer Tunnel, Moskau                        | Herrenknecht Mixschild, ex Nr. 22                 | 14,20           |
| 22  | 1997 | Deutschland | 4. Röhre des Neuen Elbtunnels                     | Herrenknecht Mixschild (TRUDE)                    | 14,20           |
| 23  | 2009 | China       | Yingbinsan-Straßentunnel, Shanghai                | Mitsubishi EPB-Schild, ex Nr. 24                  | 14,27           |
| 24  | 2007 | China       | Bund-Tunnel, Shanghai                             | Mitsubishi EPB-Schild                             | 14,27           |
| 25  | 2004 | Japan       | Namboku-Linie der Tokyo Metro                     | IHI EPB-Schild                                    | 14,18           |
| 26  | 1994 | Japan       | Tōkyō-wan-Aqua-Line (Trans Tokyo Bay)             | 8 TBM: 3 Kawasaki, 3 Mitsubishi, 1 Hitachi, 1 IHI | 14,14           |
| 27  | 2010 | Spanien     | Autobahn SE-40, Sevilla                           | NFM Technologies (2×)                             | 14,00           |